# Cabinet de Park Geun-hye
Sixième République
Gouvernement de Lee Myung-bak (en) Cabinet Moon
Cette page fournit la liste des membres du Conseil d’État, le gouvernement de la Corée du Sud, sous de la présidence de Park Geun-hye, de 2013 à 2017.

## Liste des membres
- Parti saenuri
- Indépendant

| Portefeuille                                                                | Titulaire | Titulaire        | Mandat              | Mandat            | Note |
| Portefeuille                                                                | Titulaire | Titulaire        | Entrée en fonctions | Fin des fonctions | Note |
| --------------------------------------------------------------------------- | --------- | ---------------- | ------------------- | ----------------- | ---- |
| Presidente                                                                  |           | Park Geun-hye    | 25 février 2013     | 10 mars 2017 .    |      |
| Premier ministre                                                            |           | Chung Hong-won   | 26 février 2013     | 16 février 2015   |      |
| Premier ministre                                                            |           | Lee Wan-koo      | 16 février 2015     | 27 avril 2015     |      |
| Premier ministre                                                            |           | Hwang Kyo-ahn    | 18 juin 2015        | 11 mai 2017       |      |
| Vice-premier ministre de l'économie Ministre de l'éducation et des finances |           | Hyun Oh-seok     | 23 mars 2013        | 14 juillet 2014   |      |
| Vice-premier ministre de l'économie Ministre de l'éducation et des finances |           | Choi Kyoung-hwan | 15 juillet 2014     | 12 janvier 2016   |      |
| Vice-premier ministre de l'économie Ministre de l'éducation et des finances |           | Yoo Il-ho        | 13 janvier 2016     | 9 juin 2017       |      |
| Vice-premier ministre des affaires sociales Ministre de l'éducation         |           | Seo Nam-su       | 11 mars 2013        | 16 juillet 2014   |      |
| Vice-premier ministre des affaires sociales Ministre de l'éducation         |           | Hwang Woo-yea    | 8 août 2014         | 12 janvier 2016   |      |
| Vice-premier ministre des affaires sociales Ministre de l'éducation         |           | Lee Jun-sik      | 13 janvier 2016     | 4 juillet 2017    |      |
| Ministre de la science, des TIC et de la planification de l'avenir          |           | Choi Moon-ki     | 17 avril 2013       | 15 juillet 2014   |      |
| Ministre de la science, des TIC et de la planification de l'avenir          |           | Choi Yang-hee    | 16 juillet 2014     | 10 juillet 2017   |      |
| Ministre des Affaires étrangères                                            |           | Yun Byung-se     | 13 mars 2013        | 18 juin 2017      |      |
| Ministre de l'Unification                                                   |           | Ryu Gil-jae      | 11 mars 2013        | 12 mars 2015      |      |
| Ministre de l'Unification                                                   |           | Hong Yong-pyo    | 13 mars 2015        | 2 juillet 2017    |      |
| Ministre de la justice                                                      |           | Hwang Kyo-ahn    | 11 mars 2013        | 13 juin 2015      |      |
| Ministre de la justice                                                      |           | Kim Hyeon-woong  | 9 juillet 2015      | 28 novembre 2016  |      |
| Ministre de la Défense nationale                                            |           | Kim Kwan-jin     | 4 décembre 2010     | 29 juin 2014      |      |
| Ministre de la Défense nationale                                            |           | Han Min-goo      | 30 juin 2014        | 13 juillet 2017   |      |
| Ministre de l'intérieur                                                     |           | Yoo Jeong-bok    | 13 mars 2013        | 6 mars 2014       |      |
| Ministre de l'intérieur                                                     |           | Kang Byeong-gyu  | 2 avril 2014        | 15 juillet 2014   |      |
| Ministre de l'intérieur                                                     |           | Jeong Jong-seob  | 16 juillet 2014     | 12 janvier 2016   |      |
| Ministre de l'intérieur                                                     |           | Hong Yoon-sik    | 13 janvier 2016     | 16 juin 2017      |      |
| Ministre de la Culture, des Sports et du Tourisme                           |           | Yoo Jin-ryong    | 11 mars 2013        | 16 juillet 2014   |      |
| Ministre de la Culture, des Sports et du Tourisme                           |           | Kim Jong-deok    | 20 août 2014        | 4 septembre 2016  |      |
| Ministre de la Culture, des Sports et du Tourisme                           |           | Cho Yoon-sun     | 5 septembre 2016    | 20 janvier 2017   |      |
| Ministre de l'Agriculture, de l'Alimentation et des Affaires rurales        |           | Lee Dong-phil    | 11 mars 2013        | 4 septembre 2016  |      |
| Ministre de l'Agriculture, de l'Alimentation et des Affaires rurales        |           | Kim Jae-soo      | 5 septembre 2016    | 2 juillet 2017    |      |
| Ministre du Commerce, de l'Industrie et de l'Énergie                        |           | Yoon Sang-jik    | 11 mars 2013        | 13 janvier 2016   |      |
| Ministre du Commerce, de l'Industrie et de l'Énergie                        |           | Joo Hyeong-hwan  | 13 janvier 2016     | 21 juillet 2017   |      |
| Ministre de la Santé et de la Sécurité sociale                              |           | Chin Young       | 11 mars 2013        | 29 septembre 2013 |      |
| Ministre de la Santé et de la Sécurité sociale                              |           | Moon Hyeong-pyo  | 2 décembre 2013     | 26 août 2015      |      |
| Ministre de la Santé et de la Sécurité sociale                              |           | Jeong Jin-yeop   | 27 août 2015        | 21 juillet 2017   |      |
| Ministre de l'environnement                                                 |           | Yoon Seong-gyu   | 11 mars 2013        | 5 septembre 2016  |      |
| Ministre de l'environnement                                                 |           | Cho Gyeong-gyu   | 5 septembre 2016    | 4 juillet 2017    |      |
| Ministre de l'Emploi et du Travaille                                        |           | Bang Ha-nam      | 11 mars 2013        | 15 juillet 2014   |      |
| Ministre de l'Emploi et du Travaille                                        |           | Lee Gi-gwon      | 16 juillet 2014     | 24 juillet 2017   |      |
| Ministre de l'Égalité des sexes et de la Famille                            |           | Cho Yoon-sun     | 11 mars 2013        | 13 juin 2014      |      |
| Ministre de l'Égalité des sexes et de la Famille                            |           | Kim Hee-jung     | 16 juillet 2014     | 12 janvier 2016   |      |
| Ministre de l'Égalité des sexes et de la Famille                            |           | Kang Eun-hee     | 13 janvier 2016     | 7 juillet 2017    |      |
| Ministère du Foncier, de l'Infrastructure et du Transport                   |           | Seo Seung-hwan   | 13 mars 2013        | 13 mars 2015      |      |
| Ministère du Foncier, de l'Infrastructure et du Transport                   |           | Yoo Il-ho        | 16 mars 2015        | 10 novembre 2015  |      |
| Ministère du Foncier, de l'Infrastructure et du Transport                   |           | Kang Ho-in       | 11 novembre 2015    | 21 juin 2017      |      |
| Ministre des Océans et de la Pêche                                          |           | Yoon Jin-sook    | 17 April 2013       | 6 February 2014   |      |
| Ministre des Océans et de la Pêche                                          |           | Lee Joo-young    | 5 mars 2014         | 24 décembre 2014  |      |
| Ministre des Océans et de la Pêche                                          |           | Yoo Gi-june      | 16 mars 2015        | 10 novembre 2015  |      |
| Ministre des Océans et de la Pêche                                          |           | Kim Yeong-seok   | 11 novembre 2015    | 15 juin 2017      |      |
| Ministre de la Sûreté publique et de la Sécurité                            |           | Park In-yong     | 19 novembre 2014    | 25 juillet 2017   |      |